# Lethe plistia
Lethe plistia är en fjärilsart som beskrevs av Hans Fruhstorfer 1911. Lethe plistia ingår i släktet Lethe och familjen praktfjärilar. Inga underarter finns listade i Catalogue of Life.